# 브라반트 공작
브라반트 공작(네덜란드어: Herzog van Brabant, 프랑스어: duc de Brabant)은 과거 브라반트 공국을 다스리던 공작위다. 오늘날에는 벨기에인의 왕의 법정추정상속인이 지니는 작위를 일컬으며 현 브라반트 공작은 브라반트 여공작 엘리자베트이다.